# Мощанка
Мощанка (укр. Мощанка) — река в Яворовском и Львовском районах Львовской области Украины. Правый приток реки Рата (бассейн Вислы).
Длина реки 36 км, площадь бассейна 190 км². Речная долина преимущественно трапециевидная, в нижнем течении заболочена. Ширина поймы 100—500 м. Русло умеренно извилистое, шириной до 8-10 м, глубиной 0,3-0,5 м (в межень). Уклон реки 3,6 м/км. Русло на отдельных участках обваловано.
Истоки расположены между сёлами Вороблячин и Середкевичи, среди холмов Расточья. Течёт преимущественно на северо-восток, в селе Монастырёк выходит на Надбужанскую котловину, впадает в Рату севернее села Пирятин.
Основные притоки — Завижа, Речка (правые), Марунька (левый).